# Rathdrum (Idaho)
Rathdrum es una ciudad ubicada en el condado de Kootenai en el estado estadounidense de Idaho. En el Censo de 2010 tenía una población de 6828 habitantes y una densidad poblacional de 533,13 personas por km².

## Geografía
Rathdrum se encuentra ubicada en las coordenadas 47°47′58″N 116°53′29″O / 47.79944, -116.89139. Según la Oficina del Censo de los Estados Unidos, Rathdrum tiene una superficie total de 12.81 km², de la cual 12.81 km² corresponden a tierra firme y (0%) 0 km² es agua.

## Demografía
Según el censo de 2010, había 6828 personas residiendo en Rathdrum. La densidad de población era de 533,13 hab./km². De los 6828 habitantes, Rathdrum estaba compuesto por el 0.09% blancos, el 0.19% eran afroamericanos, el 1.13% eran amerindios, el 0.31% eran asiáticos, el 0.07% eran isleños del Pacífico, el 0.79% eran de otras razas y el 2.5% pertenecían a dos o más razas. Del total de la población el 3.62% eran hispanos o latinos de cualquier raza.